# Pollock (Dakota du Sud)
Pour les articles homonymes, voir Pollock.
Pollock est une municipalité américaine située dans le comté de Campbell, dans l'État du Dakota du Sud.
Fondée en 1901, la localité doit son nom à l'un de ses premiers habitants, James Pollock.

## Démographie
| 1910 | 1920 | 1930 | 1940 | 1950 | 1960 |
| ---- | ---- | ---- | ---- | ---- | ---- |
| 304  | 437  | 481  | 527  | 395  | 417  |

| 1970 | 1980 | 1990 | 2000 | 2010 | - |
| ---- | ---- | ---- | ---- | ---- | - |
| 341  | 355  | 379  | 339  | 241  | - |

Selon le recensement de 2010, elle compte 241 habitants. La municipalité s'étend sur 0,32 milles carrés (0,83 km2).